# John Wartique
John Wartique (* 25. Juni 1990) ist ein belgischer Autorennfahrer. Er startete 2012 in der GP3-Serie.

## Karriere
Wartique begann seine Motorsportkarriere 2003 im Kartsport, in dem er bis 2008 aktiv war. Er startete in der französischen Kartmeisterschaft. 2008 nahm er an inoffiziellen Testfahrten in einem Formelauto teil.
Zunächst wechselte Wartique aber in den Sportwagensport. Er wurde 2009 mit vier Podest-Platzierungen Vizemeister der französischen Peugeot Sport 207 Meisterschaft. 2010 und 2011 trat er erneut in dieser Serie an. 2010 erreichte er den neunten Gesamtrang, 2011 eine Podest-Platzierung. Darüber hinaus startete er 2011 im Renault Clio Cup und erzielte dabei eine Podest-Platzierung.
2012 wechselte Wartique in den Formelsport. Ausschlaggebend für den Wechsel war, dass sein Fahrstil einem Monoposto entgegenkam. Er entschied sich, direkt in die GP3-Serie einzusteigen. Dort trat er für Atech CRS GP zu fünf von acht Veranstaltungen an. Er blieb ohne Punkte.

## Statistik

### Karrierestationen
| - 2003–2008: Kartsport - 2009: Französische Peugeot Sport 207 Championship (Platz 2) | - 2010: Französische Peugeot Sport 207 Championship (Platz 9) - 2011: Französische Peugeot Sport 207 Championship | - 2011: Renault Clio Cup - 2012: GP3-Serie (Platz 25) |